# Спјаци (Верона)
Спјаци је насеље у Италији у округу Верона, региону Венето.
Према процени из 2011. у насељу је живело 109 становника. Насеље се налази на надморској висини од 832 м.